# Dévillac
Dévillac település Franciaországban, Lot-et-Garonne megyében. Lakosainak száma 157 fő (2022. január 1.). Dévillac Saint-Martin-de-Villeréal, Vergt-de-Biron, Laussou, Paulhiac, Saint-Étienne-de-Villeréal és Villeréal községekkel határos.

## Népesség
A település népességének változása:
| Lakosok száma | 113  | 129  | 117  | 131  | 133  | 132  | 133  | 133  | 141  | 157  |
|               | 1968 | 1982 | 1990 | 2006 | 2013 | 2015 | 2017 | 2019 | 2020 | 2022 |